# Gouvernement Iglesias Ricou III
 Aragon
Iglesias II Rudi
Le gouvernement Iglesias III est le gouvernement de l'Aragon entre le 9 juillet 2007 et le 16 juillet 2011, durant la VIIe législature des Cortes d'Aragon. Il est présidé par Marcelino Iglesias.

## Composition

### Initiale
| Fonction                                                                 | Titulaire | Titulaire                        | Parti |
| ------------------------------------------------------------------------ | --------- | -------------------------------- | ----- |
| Président                                                                |           | Marcelino Iglesias Ricou         | PSOE  |
| Vice-président                                                           |           | José Ángel Biel Rivera           | PAR   |
| Conseiller à la Présidence                                               |           | Javier Velasco Rodríguez         | PSOE  |
| Conseiller à l'Économie, aux Finances et à l'Emploi                      |           | Alberto Larraz Vileta            | PSOE  |
| Conseiller à l'Agriculture et à l'Alimentation                           |           | Gonzalo Arguilé Laguarta         | PSOE  |
| Conseillère à la Santé et à la Consommation                              |           | Luisa María Noeno Ceamanos       | PSOE  |
| Conseillère à l'Éducation, à la Culture et aux Sports                    |           | María Eva Almunia Badía          | PSOE  |
| Conseiller à l'Industrie, au Commerce et au Tourisme                     |           | Arturo Aliaga López              | PAR   |
| Conseiller à l'Environnement                                             |           | Alfredo Valeriano Boné Pueyo     | PAR   |
| Conseiller à la Politique territoriale, à la Justice et à l'Intérieur    |           | Rogelio Silva Gayoso             | PAR   |
| Conseiller aux Travaux publics, à l'Urbanisme et aux Transports          |           | Alfonso Vicente Barra            | PSOE  |
| Conseillère aux Services sociaux et à la Famille                         |           | Ana María Fernández Abadía       | PSOE  |
| Conseillère à la Science, à la Technologie et à l'Enseignement supérieur |           | María Victoria Broto Cosculluela | PSOE  |

### Remaniement du16 avril 2008
- Les nouveaux conseillers sont indiqués en gras, ceux ayant changé d'attributions en italique.

| Fonction                                                                 | Titulaire | Titulaire                        | Parti |
| ------------------------------------------------------------------------ | --------- | -------------------------------- | ----- |
| Président                                                                |           | Marcelino Iglesias Ricou         | PSOE  |
| Vice-président                                                           |           | José Ángel Biel Rivera           | PAR   |
| Conseiller à la Présidence                                               |           | Javier Velasco Rodríguez         | PSOE  |
| Conseiller à l'Économie, aux Finances et à l'Emploi                      |           | Alberto Larraz Vileta            | PSOE  |
| Conseiller à l'Agriculture et à l'Alimentation                           |           | Gonzalo Arguilé Laguarta         | PSOE  |
| Conseillère à la Santé et à la Consommation                              |           | Luisa María Noeno Ceamanos       | PSOE  |
| Conseillère à l'Éducation, à la Culture et aux Sports                    |           | María Victoria Broto Cosculluela | PSOE  |
| Conseiller à l'Industrie, au Commerce et au Tourisme                     |           | Arturo Aliaga López              | PAR   |
| Conseiller à l'Environnement                                             |           | Alfredo Valeriano Boné Pueyo     | PAR   |
| Conseiller à la Politique territoriale, à la Justice et à l'Intérieur    |           | Rogelio Silva Gayoso             | PAR   |
| Conseiller aux Travaux publics, à l'Urbanisme et aux Transports          |           | Alfonso Vicente Barra            | PSOE  |
| Conseillère aux Services sociaux et à la Famille                         |           | Ana María Fernández Abadía       | PSOE  |
| Conseillère à la Science, à la Technologie et à l'Enseignement supérieur |           | María Pilar Ventura Contreras    | PSOE  |

### Remaniement du26 octobre 2010
- Les nouveaux conseillers sont indiqués en gras, ceux ayant changé d'attributions en italique.

| Fonction                                                                | Titulaire | Titulaire                        | Parti |
| ----------------------------------------------------------------------- | --------- | -------------------------------- | ----- |
| Président                                                               |           | Marcelino Iglesias Ricou         | PSOE  |
| Vice-président                                                          |           | José Ángel Biel Rivera           | PAR   |
| Conseillère à la Présidence                                             |           | María Eva Almunia Badía          | PSOE  |
| Conseiller à l'Économie, aux Finances et à l'Emploi                     |           | Alberto Larraz Vileta            | PSOE  |
| Conseiller à l'Agriculture et à l'Alimentation                          |           | Gonzalo Arguilé Laguarta         | PSOE  |
| Conseillère à la Santé et à la Consommation                             |           | Luisa María Noeno Ceamanos       | PSOE  |
| Conseillère à l'Éducation, à la Culture et aux Sports                   |           | María Victoria Broto Cosculluela | PSOE  |
| Conseiller à l'Industrie, au Commerce et au Tourisme                    |           | Arturo Aliaga López              | PAR   |
| Conseiller à l'Environnement                                            |           | Alfredo Valeriano Boné Pueyo     | PAR   |
| Conseiller à la Politique territoriale, à la Justice et à l'Intérieur   |           | Rogelio Silva Gayoso             | PAR   |
| Conseiller aux Travaux publics, à l'Urbanisme et aux Transports         |           | Alfonso Vicente Barra            | PSOE  |
| Conseillère aux Services sociaux et à la Famille                        |           | Ana María Fernández Abadía       | PSOE  |
| Conseiller à la Science, à la Technologie et à l'Enseignement supérieur |           | Javier Velasco Rodríguez         | PSOE  |